# Colpi di fortuna
Pour plus de détails, voir Fiche technique et Distribution.
Colpi di fortuna est un film italien réalisé par Neri Parenti, sorti le 19 décembre 2013.

## Fiche technique
- Titre : Colpi di fortuna
- Réalisateur : Neri Parenti
- Scénario :
- Producteur : Aurelio De Laurentiis, Luigi De Laurentiis
- Producteur exécutif : Maurizio Amati (it)
- Photographie : Giovanni Canevari
- Scénographie :
- Effets spéciaux : Eder Carfagnini, Claudia Coppa, Luca Scintu, Elisa Tiziani
- Montage : Claudio Di Mauro
- Musique :
- Costumes :
- Société de production : Filmauro Distribuzione
- Pays d'origine :  Italie
- Langue : Italien
- Format : Couleur
- Genre : Comédie
- Durée :
- Dates de sortie :
  - Italie : 19 décembre 2013

## Distribution
- Christian De Sica : Gabriele Brunelli
- Pasquale Cassalia : Add. Sicurezza
- Francesco Mandelli (it) : Bernardo Fossa
- Pasquale Petrolo (it) : Felice Mammola
- Luca Bizzarri : Mario
- Claudio Gregori (it) : Walter Biffi
- Paolo Kessisoglu : Piero
- Marek Hamšík : lui-même
- Christian Maggio : lui-même